# Walter Heinitz
Walter Heinitz (* 25. August 1915 in Eppendorf; † 10. März 1987) war ein deutscher Geheimdienstler. Er war von 1964 bis 1973 Leiter der Ermittlungsabteilung des Ministeriums für Staatssicherheit (MfS). Als solcher war er verantwortlich für die Verhaftung tausender politisch Andersdenkender in der DDR.

## Leben
Heinitz wurde 1915 im Eppendorf als Sohn eines Streckenarbeiters geboren. Nach der Volksschule machte er ab 1930 eine Ausbildung zum Orchestermusiker. Als solcher war er bis zu seiner Einberufung zum Reichsarbeitsdienst 1937 tätig. Kurz darauf wurde er zur Wehrmacht eingezogen und diente dort als Musiker und Sanitäter. 1944 wurde er nach eigenen Angaben wegen „Wehrkraftzersetzung“ von einem Militärgericht verurteilt und in die Strafdivision 999 versetzt. Im April 1945 kehrte er nach Deutschland zurück, beteiligte sich an der Antifa-Arbeit und trat der KPD bei.
Im September 1945 trat Heinitz zunächst in den Dienst der politischen Polizei (dem späteren Kommissariat 5) in Chemnitz. Im September 1949 wechselte er zum MfS in Sachsen, welches damals noch „Verwaltung zum Schutz der Volkswirtschaft“ hieß. Dort war er erst in der Abteilung IV (Spionageabwehr) tätig, ehe er 1951 in die Ermittlungsabteilung (Hauptabteilung IX) nach Berlin versetzt wurde. Dort war unter anderem der Vernehmer des damaligen Außenministers und CDU-Mitgliedes Georg Dertinger, der nach 17 Monaten Untersuchungshaft in Berlin-Hohenschönhausen wegen angeblicher „Verschwörung und Spionage“ zu 15 Jahren Zuchthaus verurteilt wurde. Heinitz stieg 1952 zunächst zum Abteilungsleiter, 1957 zum stellvertretenden Hauptabteilungsleiter auf. 1962 erfolgte seine Beförderung zum Oberst. Im selben Jahr nahm Heinitz ein Fernstudium der Kriminalistik an der Humboldt-Universität zu Berlin auf. Dieses schloss er nach zwei Jahren mit einer Arbeit über die „Arbeitsweise und Methodik des Bundesnachrichtendienstes (BND) gegen die Deutsche Demokratische Republik (DDR)“ mit dem Staatsexamen ab. 1964 trat Heinitz die Nachfolge von Kurt Richter als Leiter der Hauptabteilung IX an. Wegen Fragebogenfälschung und anderer Verfehlungen wurde er 1972 von seiner Funktion entbunden und ein Jahr später aus dem Dienst des MfS entlassen. Seinen Posten als Chef der HA IX übernahm Rolf Fister. Heinitz arbeitete fortan als hauptamtlicher Parteisekretär in einem Feierabendheim in Dresden und verstarb 1987.